# Pluma blanca

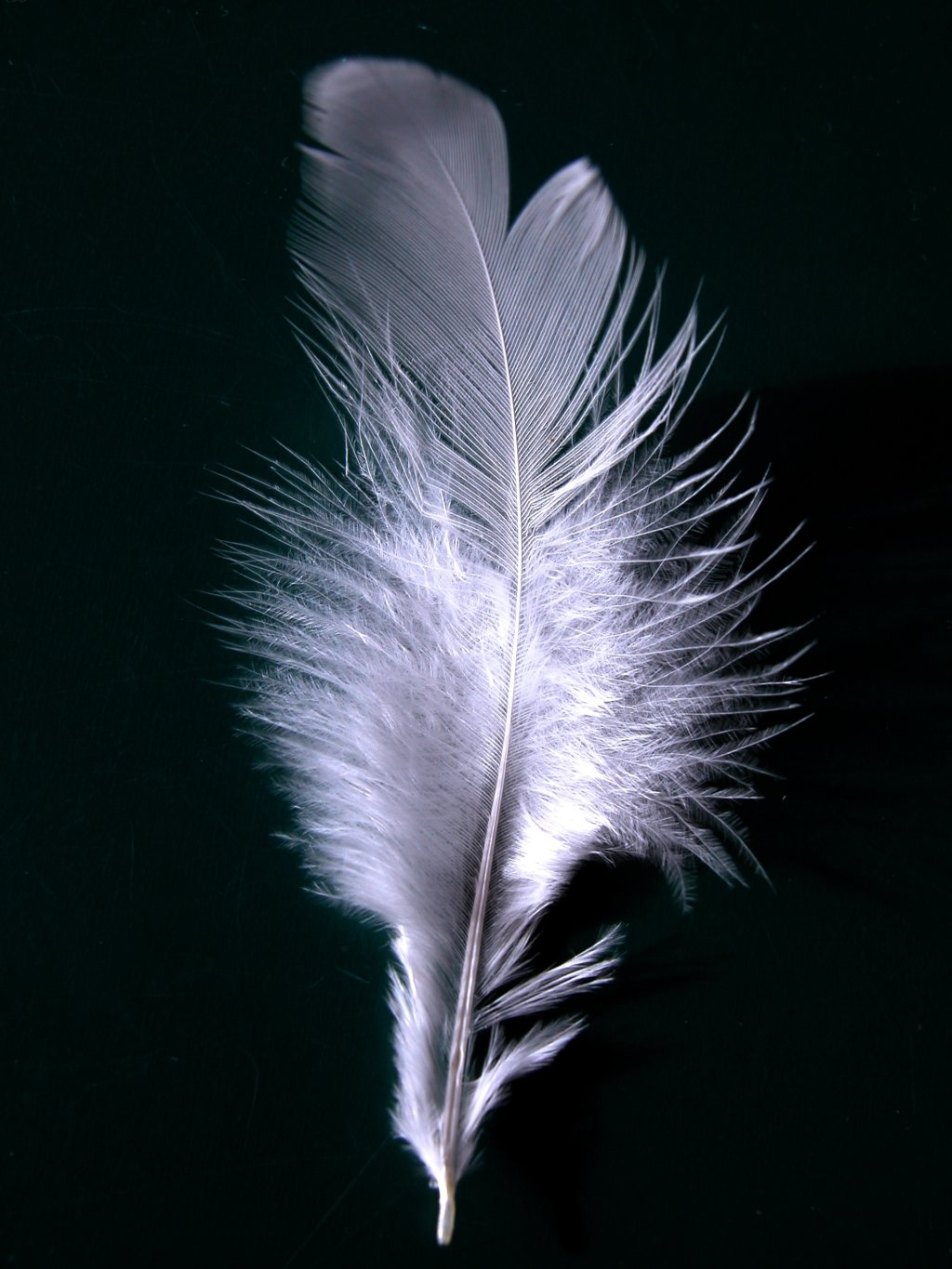
A veces una pluma blanca se toma como un símbolo de cobardía.

La pluma blanca es un símbolo ampliamente reconocido, aunque su significado varía significativamente entre los diferentes países y culturas. En el Reino Unido y en las colonias del Imperio Británico desde el siglo XVIII, se ha utilizado como un símbolo de cobardía, utilizado por grupos patrióticos, incluidos miembros prominentes del movimiento Suffragette y grupos de mujeres conservadoras, para avergonzar a los hombres para que se alisten. Sin embargo, en algunos casos es símbolo de pacifismo y en las fuerzas armadas de los Estados Unidos, se utiliza para simbolizar extraordinaria valentía y excelente puntería en el combate.

## Símbolo de cobardía
Como símbolo de cobardía, la pluma blanca supuestamente proviene de las peleas de gallos y la creencia es que si un gallo tiene una pluma blanca en la cola probablemente sea un mal peleador. Los gallos de pelea de raza pura no muestran plumas blancas, por lo que su presencia indica que el gallo es un mestizo inferior. Con este significado utilizó este símbolo A. E. W. Mason en su novela ambientada en la Era Victoriana Las cuatro plumas.

### Las cruzadas
La vergüenza se ejerció sobre los hombres en Inglaterra y Francia que no habían tomado la cruz en el momento de la tercera cruzada, «un gran número de hombres se enviaba entre sí lana y rueca, dando a entender que si alguien no pudo unirse a esta empresa militar eran solo aptos para el trabajo de las mujeres».

### Primera Guerra Mundial
En agosto de 1914, al comienzo de la Primera Guerra Mundial, el almirante Charles Fitzgerald fundó la «Orden de la Pluma Blanca» con el apoyo de la prominente autora Sra. Humphrey Ward. El objetivo de la organización era avergonzar a los hombres para que se alistaran en el ejército británico persuadiendo a las mujeres a que les entregaran una pluma blanca si no llevaban uniforme. Aunque se reclutaría a ambos sexos, solo los hombres estarían en la primera línea.
A pesar de la afirmación de Sylvia Pankhurst en sus memorias de 1931 «The Suffragette Movement», mientras que Emmeline y Christabel Pankhurst apoyaron la conscripción, no hay pruebas documentales que vinculen a ninguna de ellas con la campaña la Pluma Blanca. 
Si bien es imposible juzgar la verdadera efectividad de la campaña, sí se extendió a otras naciones del Imperio. En Gran Bretaña comenzó a causar problemas para el gobierno cuando los funcionarios públicos y los hombres en ocupaciones esenciales se vieron presionados para alistarse. Esto llevó al Secretario de Interior, Reginald McKenna, a emitir insignias de solapa que leían «Rey y País» para los empleados en industrias estatales, para indicar que ellos también estaban al servicio del esfuerzo de la guerra. Del mismo modo, la Insignia de la Guerra de Plata, que se entregó al personal de servicio que había sido despedido con honores debido a heridas o enfermedades, se emitió por primera vez en septiembre de 1916 para evitar que los veteranos fueran desafiados por no usar el uniforme. Las anécdotas del período indican que la campaña no fue popular entre los soldados, entre otras cosas porque los soldados que se encontraban en casa con permiso podían encontrarse con las plumas. 
Uno de ellos fue el soldado Ernest Atkins, quien estaba de permiso del frente occidental. Estaba montando un tranvía cuando una muchacha sentada detrás de él le dio una pluma blanca. Él le dio una bofetada en la cara con su libro diciendo: «Ciertamente, llevaré tu pluma a los chicos de Passchendaele. Estoy de civil porque la gente cree que mi uniforme puede ser pésimo, pero si lo tuviera puesto, no estaría tan mal como tú».
El soldado Norman Demuth, quien había sido dado de baja del ejército británico después de haber resultado herido en 1916, recibió numerosas plumas blancas después de regresar del Frente Occidental y decidió que si las mujeres que las repartían iban a ser groseras con él, él sería grosero con ellas. Una de las últimas plumas que recibió fue mientras viajaba en un autobús, por una señora que estaba sentada frente a él. Le entregó la pluma y dijo: «Aquí hay un regalo para un soldado valiente». Demuth respondió: «Muchas gracias, quería una de estas». Luego usó la pluma para limpiar su pipa, se la devolvió y le dijo: «Sabes que no las metimos en las trincheras». Los otros pasajeros posteriormente se enojaron con la mujer y comenzaron a gritarle, para gran diversión de Demuth.
Los partidarios de la campaña no se desanimaron fácilmente. Una mujer que se enfrentó a un joven en un parque de Londres exigió saber por qué no estaba en el ejército. «Porque soy un alemán», respondió. Recibió una pluma blanca de todos modos.
Tal vez el uso más equivocado de una pluma blanca fue cuando se le fue dada a George Samson, que se encontraba en camino de civil para una recepción pública en su honor. Sansón había sido galardonado con la Cruz de Victoria por galantería en la campaña de Gallipoli.
Roland Gwynne, más tarde alcalde de Eastbourne (1929–1931) y amante del presunto asesino en serie John Bodkin Adams, recibió una pluma de un familiar. Esto lo llevó a enlistarse y posteriormente recibió la Orden de Servicio Distinguido por su valentía.
El escritor Compton Mackenzie, entonces un soldado en servicio, se quejó de las actividades de la Orden de la Pluma Blanca. Argumentó que estas «jóvenes idiotas usaban plumas blancas para deshacerse de los novios de quienes estaban cansadas». El pacifista Fenner Brockway afirmó que recibió tantas plumas blancas que tuvo suficiente para hacer un abanico. 
La campaña de la pluma blanca se renovó brevemente durante la Segunda Guerra Mundial.

## Símbolo de paz y pacifismo
En contraste, la pluma blanca ha sido utilizada por algunas organizaciones pacifistas como un signo de inofensividad. 
En la década de 1870, el profeta maorí de la resistencia pasiva, Te Whiti o Rongomai, promovió el uso de plumas blancas por parte de sus seguidores en Parihaka. Todavía son usadas por el iwi asociado en esa área y por Te Ati Awa en Wellington. Se les conoce como «te raukura», que literalmente significa la pluma roja, pero metafóricamente, la pluma principal. Por lo general, son tres, interpretadas como representando «la gloria a Dios, la paz en la tierra y la buena voluntad hacia las personas» (Lucas 2:14).  Se prefieren las plumas de albatros, pero cualquier pluma blanca servirá. Por lo general, se usan en el cabello o en la solapa (pero no en la oreja). 
Después de la guerra, los pacifistas encontraron una interpretación alternativa de la pluma blanca como símbolo de paz. La historia apócrifa cuenta que en 1775, una tribu de indios en el camino de la guerra se enfrentó a los cuáqueros en una casa de reunión de estos en Easton, Nueva York. En lugar de huir, los cuáqueros guardaron silencio y esperaron. El jefe indio entró en la sala de reuniones y al no encontrar armas, declaró a los cuáqueros como amigos. Al salir, sacó una pluma blanca de su carcaj y la pegó en la puerta como señal para salir ileso del edificio. 
En 1937 la Unión de la Promesa de la Paz vendió quinientas insignias de plumas blancas como símbolos de la paz. 

### Otro simbolismo
En los Estados Unidos, la pluma blanca también se ha convertido en un símbolo de coraje, persistencia y puntería en el combate. Su portador más notable fue el Sargento de artillería del Cuerpo de Marines de los Estados Unidos, Carlos Hathcock, quien recibió la medalla de la Estrella de Plata por su valentía durante la Guerra de Vietnam. Hathcock tomó una pluma blanca en una misión y la usó en su sombrero para burlarse del enemigo. Era tan temido por las tropas enemigas que pusieron un precio a su cabeza. La pluma en el sombrero hacer alarde a la mala puntería de los francotiradores enemigos que no podían dispararle ni con un símbolo llamativo en su cabeza.

## Representaciones en la cultura popular

### Literatura
La novela de aventuras «The Four Feathers» (1902) de A.E.W. Mason cuenta la historia de Harry Faversham, un oficial del ejército británico, que decide renunciar a su comisión el día antes que su regimiento sea enviado a combatir en Sudán (la Primera Guerra de Sudán de 1882, lo que lleva a la caída de Jartum). Los otros tres oficiales, amigos  de Harry, y su novia concluyen que está renunciando para evitar pelear en el conflicto y cada uno le envía una pluma blanca. Molesto por las críticas, Harry navega a Sudán, se disfraza de árabe y busca la oportunidad de redimir su honor. Él logra esto luchando una guerra secreta en nombre de los británicos, salvando la vida de uno de sus colegas en el proceso. Al regresar a Inglaterra, le pide a cada uno de sus acusadores que retire una de las plumas. 
La novela de P.G. Wodehouse «The White Feather» de 1907 es una historia escolar sobre la aparente cobardía y los esfuerzos que realiza un niño para redimirse mediante el combate físico. 
En la novela «Birds of a Feather» de Jacqueline Winspear, cuatro niñas se encargan de entregar plumas a los jóvenes que no llevan uniforme para intentar avergonzarlos y l-hacerlos enlistarse al lado británico en La Gran Guerra. 
«The Man Who Stayed at Home», una obra de 1914 de JE Harold Terry y Lechmere Worrall, pasó a llamarse «The White Feather»cuando se realizó en Norteamérica. El personaje principal es un agente secreto británico que es percibido falsamente como un cobarde por su negativa a enlistarse como soldado.
En «The Camels are Coming» (1932), la primera colección de historias de Biggles, Biggles recibe una pluma blanca de una joven mientras está de licencia con ropa de civil, quien luego se sorprende al descubrir que él es uno de los pilótos líderes del cuerpo «Royal Flying Pilotos». 
En la novela «Regeneración» de Pat Barker de 1991, el personaje de Burns recibe dos plumas blancas durante su permiso de residencia en el Hospital de Guerra Craiglockhart. 
En la novela gráfica de 2015, «Suffrajitsu: Mrs. Pankhurst's Amazons», Christabel Pankhurst alienta a las mujeres a entregar plumas blancas a todos los jóvenes que ven sin uniforme. Persephone Wright, el protagonista de la historia y hasta ahora un partidario incondicional de las campañas de Votos para Mujeres de Pankhurst, rechaza la idea por razones éticas y dice que «un hombre que ha sido avergonzado en el servicio no es un voluntario en absoluto».

### Música
La Orden de las Plumas Blancas fue la inspiración para la canción «Desprecio de las mujeres» de la banda Weddings Parties Anything, que se refiere a un hombre que se considera médicamente inadecuado para el servicio cuando intenta enlistarse y está acusado injustamente de cobardía. 
En 1983, la banda de new wave, Kajagoogoo, lanzó su álbum debut llamado «White Feathers» cuyo tema principal fue el tema del título, una alegoría alegre para las personas débiles, mientras que el tema final, «Frayo», tuvo un sabor político, haciendo referencia a la cobardía como la causa de un mundo inmutable devastado por la guerra. 
En 1985, la banda de rock progresivo Marillion lanzó una canción contra la guerra llamada «White Feather» como la canción final de su álbum Misplaced Childhood. 

### Cine y televisión
La novela The Four Feathers ha sido la base de al menos siete largometrajes, el más reciente es The Four Feathers (2002), protagonizada por Heath Ledger. También fue parodiada en el episodio «The Two and a Half Feathers» de Dad's Army.
En la serie de televisión de la BBC de 1980, «To Serve Them All My Days», David Powlett-Jones, un Tommy conmocionado, toma posición en una escuela de varones. Sospechando que su compañero profesor Carter podría estar evitando el servicio de guerra, y reflexiona: «Me gustaría mucho saber si realmente tiene una rodilla de gamma», a lo que responde un colega mordaz, «Supongo que no podríamos conseguir algún querubín gordito para darle la pluma blanca» como un medio de acusar al presunto simulador. 
En 2007, en el drama británico Lilies, el hermano de los protagonistas es dado de baja del ejército durante la Primera Guerra Mundial después de que su barco se hunde y él es uno de los pocos sobrevivientes. Billy es enviado y se le dan numerosas plumas blancas por su cobardía y comienza a alucinar que estas lo estrangulan. Este es un tema recurrente en toda la serie. 
En la película australiana de 2010, «Beneath Hill 60», sobre el soldado de la vida real Oliver Woodward, Woodward, antes de enlistarse, recibe varias plumas a las que, en tono de broma, dice: «Solo unas pocas plumas más y tendré una gallina entera». 
En el primer episodio de la segunda temporada de Downton Abbey, un par de mujeres jóvenes interrumpen un concierto benéfico para repartir plumas blancas a los hombres que no se han enlistado.

### Cómics
El equipo de superhéroes de DC Comics, Inferior Five, incluye a un arquero cobarde llamado "White Feather". Esto como una referencia al personaje más heroico de DC Comics, Green Arrow, y personajes similares de "súper arqueros".